# Robbie Savage
Robert William "Robbie" Savage (født 18. oktober 1974 i Wrexham, Wales) er en professionel fodboldspiller som spiller som midtbanespiller. Han spiller i øjeblikket for Derby County, og han har tidligere spillet for det walisiske landshold.